# Donkey Kong (serie)
Donkey Kong es una serie de videojuegos y una franquicia creada por el diseñador japonés Shigeru Miyamoto para Nintendo. Sigue las aventuras de Donkey Kong, un gorila grande y poderoso, y otros miembros de la familia de simios Kong. Los juegos de Donkey Kong incluyen la trilogía original de arcade de Nintendo R&D1; la serie Donkey Kong Country de Rare y Retro Studios; y la serie Mario vs. Donkey Kong de Nintendo Software Technology. Varios estudios han desarrollado juegos derivados en géneros como el entretenimiento educativo, los puzles, las carreras y el ritmo. La franquicia también incluye animación, medios impresos, parques temáticos y comercialización.
Miyamoto diseñó el Donkey Kong original de 1981 para reutilizar las recreativas que no se vendieron tras el fracaso de Radar Scope (1980). Fue un gran éxito y le siguieron las secuelas Donkey Kong Jr. (1982) y Donkey Kong 3 (1983). Nintendo puso la franquicia en pausa al centrarse en la franquicia derivada de Mario. El reinicio de Rare en 1994, el juego Donkey Kong Country para Super Nintendo Entertainment System (SNES), restableció a Donkey Kong como una de las principales franquicias de Nintendo. Rare desarrolló juegos de Donkey Kong para SNES, Game Boy y Nintendo 64 hasta que fue adquirida por Microsoft en 2002; los juegos posteriores fueron desarrollados por Nintendo, Retro Studios, Namco y Paon. Después de Donkey Kong Country: Tropical Freeze (2014), la franquicia entró en otro paréntesis, que terminó con Donkey Kong Bananza (2025).
Los principales juegos de Donkey Kong son videojuego de plataformas en los que el jugador debe llegar al final de un nivel. Donkey Kong aparece como antagonista o protagonista; su papel se alterna de un juego a otro. Los juegos originales contaban con un pequeño elenco de personajes, entre ellos Donkey Kong, Mario y Pauline. Los juegos de Rare ampliaron el reparto con Kongs amistosos junto a los Kremlings, un ejército de cocodrilos antagonistas liderados por King K. Rool, némesis de Donkey Kong. Mario, el protagonista del juego de 1981, se convirtió en la mascota de Nintendo y la estrella de la franquicia Mario, y los personajes de Donkey Kong aparecen en juegos de Mario como Mario Kart, Mario Party y Mario Tennis. Los personajes de Donkey Kong también aparecen en juegos cruzados como Mario & Sonic y Super Smash Bros.
Fuera de los videojuegos, la franquicia incluye la serie de animación El país de Donkey Kong (1997-2000), una zona temática en Super Nintendo World en los parques temáticos de Universal, álbumes de bandas sonoras y juguetes de construcción de Lego. Donkey Kong es una de las franquicias más vendidas de Nintendo, con más de 65 millones de copias vendidas en 2021. El juego original fue el primer gran éxito internacional de Nintendo; rescató a Nintendo of America de una crisis financiera, y la estableció como una fuerza prominente en la industria de los videojuegos. La franquicia ha sido pionera o ha popularizado conceptos como la narración dentro del juego y los gráficos prerrenderizados, ha inspirado otros juegos (incluidos clones) y ha influido en la cultura popular.

## Desarrollo

### 1981-1982: concepto y primer juego

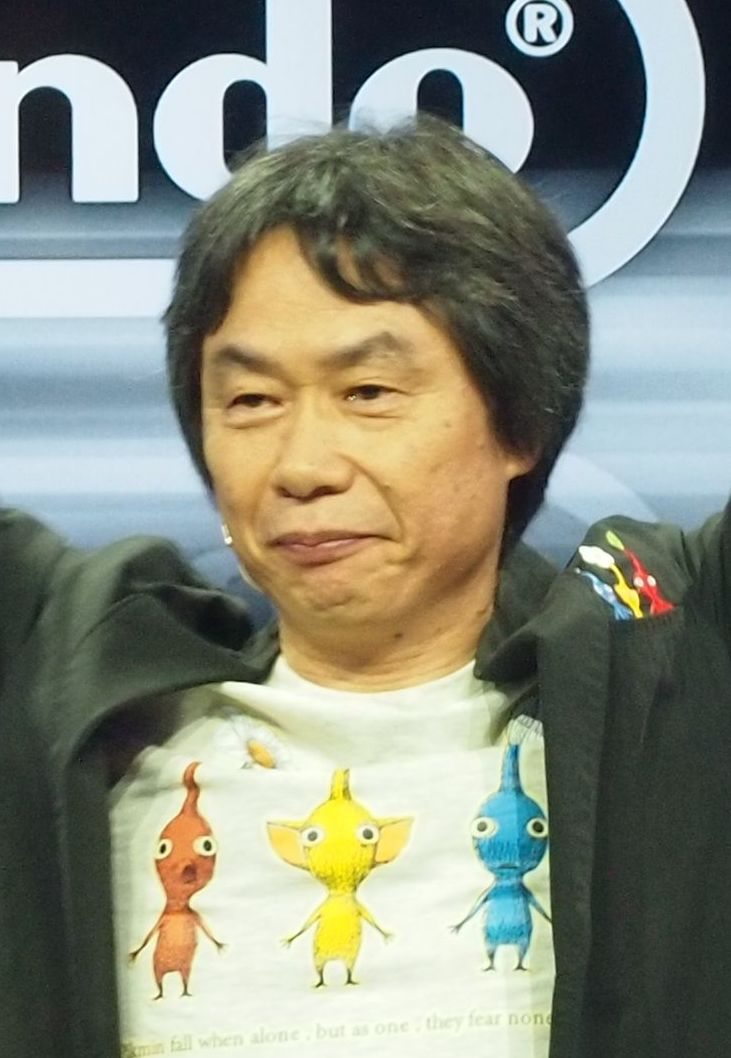
El creador de Donkey Kong, Shigeru Miyamoto, en 2013.

A finales de la década de 1970, la empresa japonesa Nintendo dejó de fabricar juguetes y naipes para centrarse en los juegos arcade. Esto se produjo tras la crisis del petróleo de 1973, que aumentó el coste de fabricación de los juguetes, y el éxito del juego arcade de Taito Space Invaders (1978). En 1980, Nintendo lanzó Radar Scope, un shoot 'em up al estilo de Space Invaders. Fue un fracaso comercial y puso a la recién creada filial Nintendo of America en una crisis financiera. Su fundador, Minoru Arakawa, pidió a su suegro, Hiroshi Yamauchi, consejero delegado de Nintendo, que le proporcionara un nuevo juego que pudiera reutilizar las vitrinas Radar Scope que no se habían vendido. La mayoría de los principales desarrolladores de Nintendo estaban ocupados, así que la tarea recayó en Shigeru Miyamoto, un diseñador de juegos novel.
Supervisado por Gunpei Yokoi, Miyamoto se decidió por un triángulo amoroso con los personajes Bluto, Popeye y Olive Oyl de la franquicia Popeye, pero el acuerdo de licencia entre Nintendo y King Features fracasó. Bluto evolucionó hasta convertirse en un gorila, un animal que, según Miyamoto, no era «nada demasiado malvado ni repulsivo». Le llamaron Donkey Kong —donkey para expresar terquedad y kong para dar a entender gorila—. Popeye se convirtió en Mario, el nuevo protagonista, mientras que Olive Oyl pasó a ser Pauline, la damisela en apuros. Miyamoto citó como influencias el cuento de hadas «La Bella y la Bestia» y la película de 1933 King Kong.
Donkey Kong fue uno de los primeros videojuego de plataformas, en el que los jugadores controlan a Mario mientras asciende por una obra para rescatar a Pauline de Donkey Kong. Mientras que los anteriores juegos de plataformas se centraban en la escalada, Miyamoto hizo hincapié en los saltos para evitar obstáculos y cruzar huecos. Imaginó algo parecido a un cómic jugable que se desarrollaba a lo largo de múltiples niveles con escenarios únicos. Esto era poco común en los juegos arcade contemporáneos, que normalmente presentaban un único escenario que se repetía. Como carecía de conocimientos de programación, Miyamoto consultó a los técnicos si sus ideas eran posibles. Cuatro programadores de Ikegami Tsushinki pasaron tres meses convirtiendo el diseño de Miyamoto en un juego acabado.
Aunque al equipo de Miyamoto le dijeron que sería un fracaso, Donkey Kong se convirtió en el primer gran éxito internacional de Nintendo tras su lanzamiento en julio de 1981. La ganancia inesperada de 280 millones de dólares rescató a Nintendo of America de su crisis financiera y la consolidó como marca prominente en América. Donkey Kong alcanzó un mayor éxito en 1982, cuando Nintendo lanzó una adaptación para Game & Watch y concedió la licencia a Coleco para su adaptación a las consolas domésticas. Recaudó 4.400 millones de dólares en varias plataformas, lo que lo convierte en uno de los juegos más taquilleros de todos los tiempos. En 1982, Universal City Studios presentó una demanda alegando que Donkey Kong violaba su marca registrada de King Kong. La demanda fracasó cuando el abogado de Nintendo, Howard Lincoln, descubrió que Universal había ganado un pleito en 1976 al declarar que King Kong era en realidad de dominio público.

### 1982-1994: secuelas y primer hiato
Miyamoto y su equipo utilizaron mecánicas de juego y niveles que no podían incluirse en Donkey Kong como base para una secuela. Miyamoto quería que Donkey Kong fuera el protagonista, pero el sprite gráfico era demasiado grande para maniobrar con facilidad, así que creó un nuevo personaje, Donkey Kong Jr. El equipo seguía queriendo a Donkey Kong en lo alto de la pantalla, así que concibieron una trama en la que Mario lo había enjaulado y Donkey Kong Jr. tenía que salvarlo. Para desarrollar Donkey Kong Jr. (1982), Nintendo aplicó ingeniería inversa al código de Donkey Kong de Ikegami, convirtiéndolo en el primer juego que Nintendo desarrollaba sin ayuda externa. Tras el lanzamiento de Donkey Kong Jr., Ikegami demandó a Nintendo por violación de los derechos de autor. En 1990, el Tribunal Superior de Tokio falló a favor de Ikegami y las empresas llegaron a un acuerdo.
Donkey Kong 3, lanzado en 1983, presenta una jugabilidad de shooter que se aleja de la de sus predecesores. En lugar de Mario, el jugador controla a Stanley, un exterminador del juego de Game & Watch Green House (1982), que debe defenderse de Donkey Kong y un enjambre de abejas. Donkey Kong 3 no tuvo éxito, como Donkey Kong Jr. Math (1983), un juego educativo para la Nintendo Entertainment System (NES). Sega obtuvo la licencia para desarrollar un juego con un Donkey Kong jugable como vigilante de aparcamiento, pero se canceló después de que David Rosen y Hayao Nakayama, de Sega, organizaran una compra por parte de la dirección de Gulf y Western Industries en 1984.
La franquicia entró en una pausa prolongada, mientras que la franquicia derivada Mario alcanzó el éxito en la NES, consolidando a Mario como mascota de Nintendo. Las apariciones de Donkey Kong en los años posteriores a Donkey Kong 3 se limitaron a cameos en juegos no relacionados. El personal de Nintendo empezó a hablar de un renacimiento de Donkey Kong cuando se acercaba el décimo aniversario del juego original en 1991. En aquel momento no podían poner en marcha un nuevo juego, así que incluyeron a Donkey Kong Jr. como personaje jugable en Super Mario Kart (1992). Sin embargo, las conversaciones desembocaron en la producción del juego Donkey Kong (1994) para Game Boy, el primer juego original de Donkey Kong en diez años. En él, Mario es el personaje del jugador y comienza como un remake del juego de 1981 antes de introducir más de 100 niveles de plataformas y puzles que incorporan elementos de Donkey Kong Jr. y Super Mario Bros. 2 (1988).
Official Nintendo Player's Guide de 1987 anunciaba un renacimiento de Donkey Kong para la NES, Return of Donkey Kong, que nunca salió a la venta. A principios de la década de 1990, Philips obtuvo la licencia para utilizar cinco personajes de Nintendo, incluido Donkey Kong, en juegos para el formato CD-i. Philips contrató a Riedel Software Productions para hacer un juego de Donkey Kong para CD-i; se desarrolló entre 1992 y 1993, pero se canceló. La filtración de datos de Nintendo de 2020 incluía un prototipo de Super Mario World 2: Yoshi's Island (1995) con un protagonista parecido a Stanley. Su título, Super Donkey, sugería que Yoshi's Island comenzó como un juego de Donkey Kong antes de ser modificado para protagonizarlo Yoshi, el personaje de Mario.

### 1994-1996: Rare yDonkey Kong Country

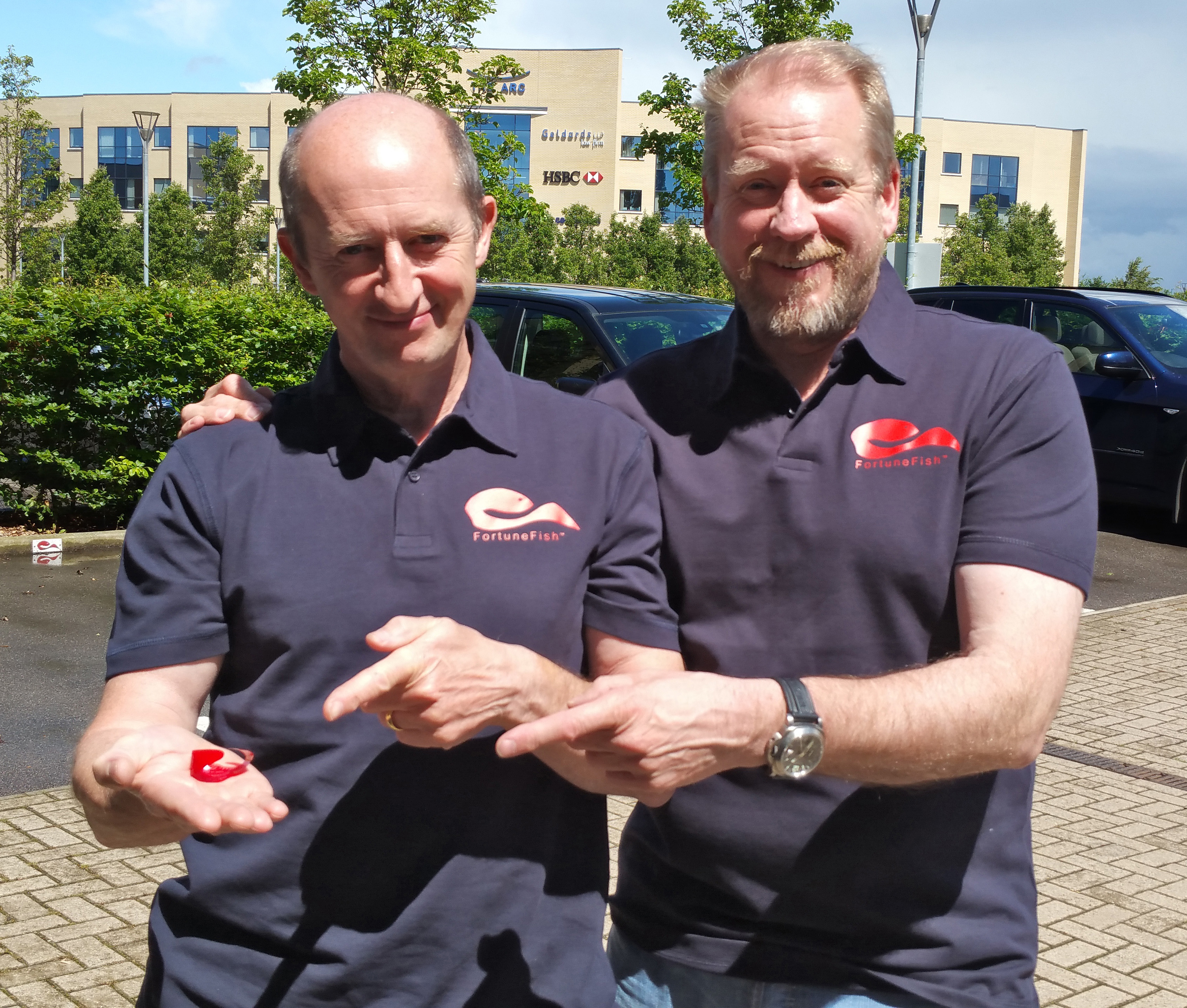
Los fundadores de Rare, Tim y Chris Stamper (en la foto de 2015), dirigieron el desarrollo de Donkey Kong Country (1994), que restableció a la franquicia como una saga importante.

Alrededor de 1992, Rare, un desarrollador británico fundado por los hermanos Tim y Chris Stamper, adquirió estaciones de trabajo Challenge de Silicon Graphics, Inc. (SGI) con el software de renderizado Alias para renderizar modelos 3D. Este movimiento convirtió a Rare en la promotora británica más avanzada tecnológicamente y la situó en lo más alto del mercado internacional. Rare empezó a experimentar con el uso de la tecnología en un juego de boxeo. Por aquel entonces, Nintendo estaba inmersa en una guerra de consolas con Sega, cuya Genesis competía con la Super Nintendo Entertainment System (SNES). Nintendo quería un juego que compitiera con Aladdin (1993) de Sega, que contaba con gráficos de animadores de Disney. Lincoln, que se convirtió en ejecutivo de Nintendo of America tras la demanda de Universal, se enteró de los experimentos de Rare con la SGI durante un viaje a Europa.
Después de impresionar a Nintendo con una demostración, Tim Stamper sugirió desarrollar un juego de plataformas que utilizara gráficos 3D pre-renderizados. Nintendo concedió a los Stampers permiso para utilizar la propiedad intelectual de Donkey Kong; algunas fuentes indican que los Stampers obtuvieron la licencia después de que Nintendo les ofreciera su catálogo de personajes y eligieran a Donkey Kong, aunque el diseñador Gregg Mayles recordó que fue Nintendo quien pidió un juego de Donkey Kong. Nintendo pensó que licenciar Donkey Kong suponía un riesgo mínimo debido al letargo de la franquicia. El reinicio de Rare, Donkey Kong Country, presentaba una jugabilidad de desplazamiento lateral que Mayles basó en la serie Super Mario. Fue el primer juego de Donkey Kong no dirigido ni producido por Miyamoto, aunque prestó apoyo y aportó ideas de diseño.
Donkey Kong Country fue uno de los primeros juegos para videoconsola doméstica en utilizar gráficos prerrenderizados, gracias a una técnica de compresión que permitió a Rare convertir modelos 3D en sprites de SNES sin apenas pérdida de detalle. Dado que Donkey Kong no tenía un universo muy establecido, Rare tuvo libertad para ampliarlo, introduciendo a Diddy Kong, el compañero de Donkey Kong (que sustituyó a Donkey Kong Jr.) y a los antagonistas Kremlings. Tras 18 meses de desarrollo, Donkey Kong Country salió a la venta en noviembre de 1994 y fue aclamado por la crítica, que calificó sus efectos visuales de innovadores. Fue un gran éxito, vendiendo 9,3 millones de copias y convirtiéndose en el tercer juego más vendido de SNES. Restableció a Donkey Kong como una de las principales franquicias de Nintendo y anunció la transición de villano a héroe de Donkey Kong. Miyamoto consideró que Rare había «insuflado nueva vida» a Donkey Kong y demostrado que se podía confiar en ella para la franquicia. Tras el éxito, Nintendo adquirió una gran participación minoritaria en Rare.
Rare comenzó a desarrollar conceptos para una secuela de Donkey Kong Country durante la producción, y Nintendo dio luz verde al proyecto inmediatamente después del éxito. Donkey Kong Country 2: Diddy's Kong Quest, lanzado en 1995, presenta a Diddy rescatando a un Donkey Kong secuestrado e introduce a la novia de Diddy, Dixie Kong. Fue diseñado para ser menos lineal y más desafiante, con un tema que refleja la fascinación de Mayles por los piratas. Diddy's Kong Quest fue un éxito de crítica y es el sexto juego más vendido de SNES. Tras Diddy's Kong Quest, el equipo de Donkey Kong Country se dividió en dos: una mitad trabajó en Donkey Kong Country 3: Dixie Kong's Double Trouble! (1996). Dixie Kong's Double Trouble tenía como protagonistas a Dixie y a un nuevo personaje, Kiddy Kong, e incorporaba una jugabilidad en 3D y elementos de rol inspirados en Zelda. Aunque salió a la venta tarde en la vida de SNES y después del lanzamiento de Nintendo 64, Dixie Kong's Double Trouble tuvo buenas ventas.

### 1995-2002: expansión de la franquicia
Equipos independientes de Rare desarrollaron los juegos para Game Boy Donkey Kong Land (1995), Donkey Kong Land 2 (1996) y Donkey Kong Land III (1997), que condensaban la jugabilidad de la serie Country para la consola portátil. El programador de Game Boy de Rare, Paul Machacek, convenció a Tim Stamper de que desarrollar Land como un juego original en lugar de un port sería un mejor uso de los recursos. En 2000 se publicó una versión de Country para Game Boy Color. Rare también desarrolló una demo técnica para un juego de Donkey Kong para Virtual Boy, que se canceló tras el fracaso comercial del sistema.
El primer juego de Donkey Kong para Nintendo 64, Diddy Kong Racing, un juego de carreras de karts, se lanzó como el principal producto de Nintendo para la temporada de compras navideñas de 1997.  Rare lo desarrolló originalmente como una secuela de su juego para NES R.C. Pro-Am (1988), pero añadió a Diddy Kong para aumentar su comerciabilidad. Recibió críticas favorables y vendió 4,5 millones de ejemplares. Dos personajes jugables, el oso Banjo y la ardilla Conker, protagonizaron posteriormente las franquicias Banjo-Kazooie y Conker.
En 1997, Rare empezó a trabajar en Donkey Kong 64, el primer juego de plataformas de Donkey Kong en 3D. Lo concibieron como un juego lineal similar a la serie Country, pero después de 18 meses cambiaron a un diseño más abierto utilizando el motor de su juego de 1998 Banjo-Kazooie. La transición de Donkey Kong a las 3D fue todo un reto, ya que la tecnología aún era nueva. Los diseñadores no podían reproducir el detalle del pre-renderizado de Country en Nintendo 64, que renderizaba los gráficos en tiempo real. Donkey Kong 64 salió a la venta en noviembre de 1999, acompañado de una campaña de marketing de 22 millones de dólares. Fue el juego más vendido de Nintendo durante las Navidades de 1999 y recibió críticas positivas, aunque la crítica consideró que no alcanzaba el impacto revolucionario de Donkey Kong Country.
En el E3 de 2001, Nintendo y Rare anunciaron tres proyectos de Donkey Kong: el juego para GameCube Donkey Kong Racing y los juegos para Game Boy Advance (GBA) Donkey Kong Coconut Crackers y Diddy Kong Pilot. Sin embargo, los costes de desarrollo aumentaban, la Nintendo 64 no funcionaba tan bien como las anteriores consolas de Nintendo y también se esperaba que la GameCube fuera una decepción en ventas. Rare empezó a buscar ser adquirida, pero Nintendo no consideró que Rare siguiera siendo valiosa a largo plazo y optó por no adquirirla. En septiembre de 2002, Microsoft adquirió Rare por 375 millones de dólares, convirtiendo a Rare en desarrollador first-party para Xbox. Nintendo conservó los derechos de Donkey Kong en virtud de los términos de la adquisición. Donkey Kong Racing fue cancelado, y Rare reelaboró Donkey Kong Coconut Crackers y Diddy Kong Pilot en It's Mr. Pants (2004) y Banjo-Pilot (2005).

### 2002-2010: después de Rare
Después de que Microsoft adquiriera Rare, Nintendo relegó a Donkey Kong a spin-offs y apariciones como invitado en sus otras franquicias, como Mario Kart, Mario Party y Super Smash Bros. En 2003, Nintendo y Namco lanzaron Donkey Konga (2003), un juego de ritmo derivado. Fue diseñado para los DK Bongos, un periférico de GameCube que recuerda a los bongos. Reggie Fils-Aimé, ejecutivo de Nintendo of America, se opuso al lanzamiento de Donkey Konga, preocupado por si dañaba la marca Donkey Kong, pero se vendió bien y recibió críticas positivas. Le siguieron Donkey Konga 2 (2004) y el exclusivo para Japón Donkey Konga 3 (2005).
Donkey Kong Jungle Beat, el primer juego principal de Donkey Kong desde Donkey Kong 64, salió a la venta para GameCube en 2004. Volvía al estilo de plataformas de Donkey Kong Country, controlado con los DK Bongos. Fue dirigido por Yoshiaki Koizumi como proyecto debut de Nintendo EAD Tokyo. Koizumi buscaba crear un juego accesible con un esquema de control sencillo para contrastar con los juegos contemporáneos más complejos. Recibió críticas positivas, pero fue una decepción comercial. En 2008 se lanzó una versión para Wii, con controles revisados para el Wii Remote y el Nunchuk, como parte de la línea New Play Control!. Un juego de carreras que utilizaba los DK Bongos, Donkey Kong Barrel Blast, fue desarrollado por Paon para la GameCube, pero se trasladó a la Wii sin soporte para el periférico. Se estrenó en 2007 con críticas negativas, con críticas por sus controles.
A pesar de la adquisición, Rare siguió desarrollando juegos para las consolas portátiles de Nintendo, ya que Microsoft no tenía una portátil competidora. Desarrolló ports de los juegos Country para la GBA y Diddy Kong Racing para la Nintendo DS con contenido adicional, lanzados entre 2003 y 2007. Mientras tanto, Paon también desarrolló DK: King of Swing (2005) para GBA y DK: Jungle Climber (2007) para la DS, que mezclan elementos de Country con una jugabilidad de puzzle inspirada en Clu Clu Land (1984). Mario vs. Donkey Kong, una serie derivada que actúa como sucesor espiritual del Donkey Kong de Game Boy, fue desarrollada por Nintendo Software Technology. Comenzó con un juego para GBA en 2004 y continuó con las secuelas para DS La marcha de los minis (2006), Minis March Again! (2009) y Mini-Land Mayhem! (2010). Mario vs. Donkey Kong recuperó el papel de villano de Donkey Kong de juegos anteriores.

### 2010-2025: Retro Studios y segundo hiato

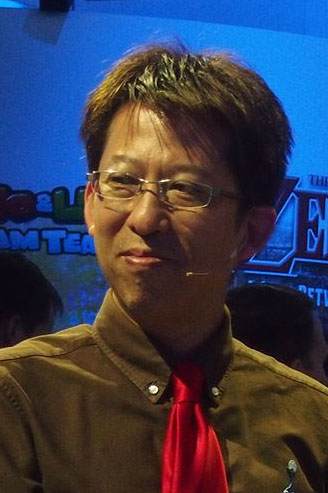
Kensuke Tanabe (fotografiado en 2013) produjo los juegos de Donkey Kong de Retro Studios.

En 2008, Miyamoto expresó su interés por un renacimiento de Donkey Kong Country. El productor Kensuke Tanabe sugirió recurrir a Retro Studios, que había desarrollado la serie Metroid Prime. Con Donkey Kong Country Returns, Retro trató de perfeccionar los elementos clásicos del Country e introducir mecánicas como el agarre a la superficie y el multijugador simultáneo. Returns, el primer juego original de Country desde Dixie Kong's Double Trouble, salió a la venta para Wii en 2010. Vendió 4,21 millones de copias en menos de un mes y recibió críticas positivas, y la crítica la considera un retorno a la forma de la franquicia. Monster Games desarrolló una versión para Nintendo 3DS en 2013, mientras que en 2025 se lanzó un remaster en alta definición para Nintendo Switch.
Retro desarrolló una secuela, Donkey Kong Country: Tropical Freeze, para la Wii U. La mayor potencia de procesamiento permitió nuevos elementos visuales, como efectos de iluminación y translucidez y movimiento dinámico de la cámara. Tropical Freeze se lanzó en 2014 con críticas favorables, pero se vendió mal en comparación con Returns; Nintendo Life lo atribuyó al fracaso comercial de la Wii U. Alcanzó un mayor éxito cuando fue portado a la Switch en 2018, superando en ventas a la versión de Wii U en una semana. Tropical Freeze siguió siendo el último gran juego de Donkey Kong durante más de una década, aunque la serie Mario vs. Donkey Kong continuó con Tipping Stars (2015) y Mini Mario & Friends: Amiibo Challenge (2016) para Wii U y 3DS, y un remake del juego de GBA (2024) con nuevos niveles y juego cooperativo para la Switch.
Nintendo y Vicarious Visions, con el asesoramiento de Miyamoto, trabajaron durante seis meses en un juego de Donkey Kong para Switch. El proyecto, cuyo nombre en clave era Freedom, era un juego de plataformas en 3D de mundo abierto que se centraba en el desplazamiento y en la mecánica principal, que consistía en amolar lianas. Fue cancelado en 2016 después de que Activision Blizzard, la empresa matriz de Vicarious Visions, redirigiera la atención de sus desarrolladores a la franquicia Call of Duty.

### 2025:Donkey Kong Bananza
Nintendo Life informó en 2021 de que Nintendo Entertainment Planning & Development estaba trabajando en un juego de Donkey Kong. En una presentación Nintendo Direct el 2 de abril de 2025, Nintendo anunció Donkey Kong Bananza, el primer juego de plataformas en 3D de Donkey Kong desde Donkey Kong 64. Su lanzamiento está previsto para el 17 de julio para Nintendo Switch 2.

## Historia y personajes
El Donkey Kong original está protagonizado por tres personajes: Donkey Kong, un gorila grande y antagonista; Mario, el protagonista de mono; y Pauline, la novia de Mario. Donkey Kong sigue a Mario mientras asciende por una obra para rescatar a Pauline de Donkey Kong, su simio mascota que se ha escapado. En la secuela, Donkey Kong Jr., Mario encarcela a Donkey Kong en una jaula. El juego presenta al hijo de Donkey Kong, Donkey Kong Jr. Mario, Pauline, Donkey Kong y Jr. regresan en el Donkey Kong para Game Boy de 1994, en el que Mario debe rescatar de nuevo a Pauline de los Kongs. El juego para Game Boy fue el primer juego de Donkey Kong en el que aparecía con una corbata roja con sus iniciales, «DK».
A partir de Donkey Kong Country, el papel de Donkey Kong pasó de antagonista a protagonista. Kevin Bayliss, de Rare, lo rediseñó; junto a la corbata roja del juego de Game Boy, se le ha dotado de lo que GamesRadar+ describe como «amenazadores ojos hundidos y [un] hocico en forma de pico», y Bayliss lo diseñó en bloques y musculoso para facilitar su animación. El Donkey Kong de los juegos de Rare es un personaje distinto del de las recreativas, que aparece como el anciano Cranky Kong. Cranky Kong ofrece un humor mordaz, que rompe la cuarta pared, en el que compara desfavorablemente los juegos actuales con otros más antiguos, como el Donkey Kong original. La postura de Nintendo sobre si Cranky es el padre de Donkey Kong, lo que convierte al Donkey Kong moderno en un Donkey Kong Jr. adulto, o el abuelo ha sido incoherente.
Los juegos de Rare trasladaron el escenario principal de la franquicia de una ciudad a Donkey Kong Island, una isla idílica. Como Donkey Kong no tenía un universo muy establecido, Rare tenía libertad para ampliarlo con nuevos personajes. Donkey Kong Country presentó a Diddy Kong, el compañero y sobrino de Donkey Kong. El diseño de Diddy se basaba en un mono araña; se creó como un rediseño de Donkey Kong Jr. pero se transformó en un personaje independiente a petición de Nintendo. Como resultado, Donkey Kong Jr. ha hecho pocas apariciones desde Country. Otros personajes secundarios de Kong que introdujo Rare son Funky Kong, un surfista; Candy Kong, la novia de Donkey Kong; Dixie Kong, la novia de Diddy; Kiddy Kong, un niño grande; Chunky Kong, el hermano de Kiddy; Tiny Kong, la hermana de Dixie; y Lanky Kong, un orangután bufonesco.
Country presentó a King K. Rool, un cocodrilo antropomórfico que sirve de antagonista principal de la serie. K. Rool lidera a los Kremlings, un ejército de cocodrilos que pretenden robar el tesoro de plátanos de Donkey Kong. Su nombre es un juego de palabras con el Kremlin de Moscú y su tema musical incorpora influencias soviéticas. Polygon resumió a K. Rool como un villano de juego arquetípico que «a menudo se disfraza e inventa extraños artilugios para sus elaborados planes malvados», como vestirse de capitán pirata en Donkey Kong Country 2. Otros villanos introducidos en los juegos de Retro Studios Country son la tribu Tiki Tak, una raza de máscaras flotantes que hipnotizan a los animales para que roben el tesoro de plátanos, y los Snowmads, invasores vikingos que invocan a un dragón para apoderarse de Donkey Kong Island.
Aunque las franquicias de Mario y Donkey Kong permanecen en gran medida separadas, se desarrollan en el mismo universo ficticio. Donkey Kong y otros personajes de Donkey Kong aparecen con frecuencia como personajes jugables en spin-offs de Mario como Mario Kart, Mario Party y Mario Tennis.

## Sistema de juego

### Serie original

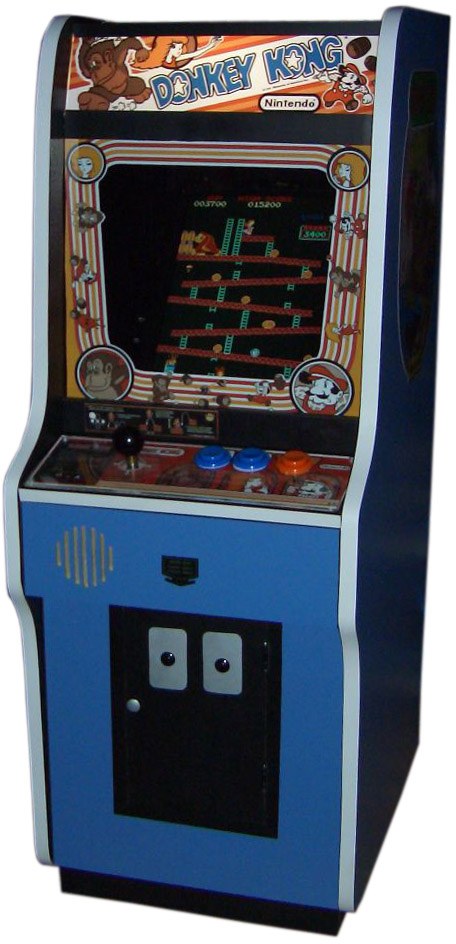
Máquina recreativa original de Donkey Kong (1981)

Donkey Kong y Donkey Kong Jr. son ejemplos tempranos del género de los juegos de plataformas. En ambos juegos, el jugador debe guiar al personaje jugable (Mario en el primero, Donkey Kong Jr. en el segundo) para escalar cuatro niveles evitando obstáculos. El jugador salta para esquivar obstáculos (como barriles) o cruzar huecos y trepa por escaleras o lianas para alcanzar la cima del nivel. En el primer juego, Mario puede destruir obstáculos obteniendo un potenciador de martillo, mientras que en el segundo, Donkey Kong Jr. puede hacerlo derribando trozos de fruta de las lianas. Se conceden puntos por esquivar o destruir obstáculos, recoger objetos y completar las fases rápidamente. El jugador comienza cada partida con tres vidas, que pierden si tocan un obstáculo o se caen.
Donkey Kong 3 se aleja de este modo de juego: es un juego de disparos en el que el jugador controla a Stanley, un exterminador que debe impedir que Donkey Kong despierte insectos en su invernadero. El jugador dispara insecticida a Donkey Kong y a los insectos enemigos que intentan robar las flores de Stanley. Los niveles se completan rociando a Donkey Kong lo suficiente como para obligarle a subir a la parte superior de la pantalla o matando a todos los insectos.
El juego de Game Boy de 1994 comienza con las cuatro fases del Donkey Kong original, pero tras completar la cuarta, el jugador se encuentra con más de 100 fases adicionales que introducen un juego de plataformas y puzles en el que Mario debe explorar cada nivel dentro de un límite de tiempo para localizar una llave. Mario puede recoger y lanzar objetos y enemigos, de forma similar a Super Mario Bros. 2, y realizar acrobacias para llegar a zonas de los niveles que de otro modo serían inaccesibles. Este modo de juego serviría de base para Mario vs. Donkey Kong, que presenta fases en las que Mario debe guiar a seis juguetes Mini-Mario hasta una caja de juguetes mientras los protege de los peligros. Las secuelas de Mario vs. Donkey Kong se centran en guiar a los juguetes de Mini-Mario, y cada fase requiere que el jugador lo haga con los controles de la pantalla táctil. Este modo de juego se ha comparado frecuentemente con el videojuego de estrategia Lemmings (1991).

### Donkey Kong Country
La serie Donkey Kong Country se caracteriza por una jugabilidad de plataformas en la que los jugadores completan niveles de desplazamiento lateral para progresar, que recuerda a la serie Super Mario de Nintendo. El jugador avanza por un mapamundi que da acceso a los mundos temáticos y sus niveles. Recorren el entorno, saltan entre plataformas y esquivan obstáculos enemigos e inanimados. Cada mundo termina con un combate contra un gran jefe. La serie Country es conocida por su alto nivel de dificultad y su énfasis en el impulso, que exige a los jugadores reaccionar rápidamente ante los obstáculos que se aproximan para mantener la fluidez.
Los jugadores controlan a uno de los varios Kongs jugables, dependiendo del juego: Donkey Kong, Diddy Kong, Dixie Kong, Kiddy Kong, Cranky Kong y Funky Kong. Cada uno de los juegos de Rare cuenta con dos protagonistas, uno de los cuales se traslada a la secuela mientras se introduce otro. Los juegos de Retro Studios están protagonizados por Donkey Kong con otros personajes como compañeros. Los jugadores controlan principalmente a un Kong, y el segundo actúa como segundo punto de impacto. En los juegos de Retro Studios, otros personajes montan a lomos de Donkey Kong para proporcionarle habilidades especiales; por ejemplo, el jetpack de Diddy le permite planear temporalmente.
La mecánica de juego de Country incluye disparar cañones de barril, secuencias de vehículos con minecarts y cohetes con temática de barriles, niveles en los que los personajes y los entornos en primer plano aparecen en silueta, y enredaderas oscilantes. Los barriles vuelven de la serie original y pueden usarse como armas o romperse para descubrir potenciadores. Una variante del barril libera un Kong compañero al lanzarlo. Cada nivel contiene objetos coleccionables como plátanos, letras que deletrean K-O-N-G, globos y piezas de rompecabezas. Estos objetos se pueden encontrar en el nivel principal o descubriendo fases de bonificación ocultas, en las que se consiguen completando un desafío.
En determinados niveles, el jugador puede liberar a un animal que dota a los Kongs de habilidades especiales, similares a las del Yoshi de la serie Super Mario. Entre los animales amigos recurrentes se encuentran Rambi, un rinoceronte que puede cargar contra los enemigos y encontrar entradas ocultas; Enguarde, un pez espada que puede derrotar a los enemigos bajo el agua; y Squawks, un loro que lleva los Kongs o ayuda a encontrar objetos coleccionables. Fuera del juego principal, los mapas del mundo de los juegos de Rare contienen zonas en las que los jugadores pueden conversar con personajes no jugadores, como Cranky, que proporcionan consejos, objetos coleccionables y puntos de guardado. Los juegos de Retro Studios cuentan con tiendas (regentadas por Cranky en Returns y Funky en Tropical Freeze) donde el jugador puede comprar objetos como potenciadores y vidas.

### Otros juegos
La trilogía Donkey Kong Land condensa la jugabilidad de SNES Country para Game Boy, con un diseño de niveles diferente que tiene en cuenta la pantalla de baja calidad del sistema. Donkey Kong 64 combina elementos de Country con una jugabilidad de aventura que hace hincapié en la recogida de objetos para avanzar, reminiscencia de Super Mario 64 (1996) y Banjo-Kazooie. El jugador explora mundos y resuelve puzles adaptados a las habilidades únicas de los cinco personajes jugables (Donkey Kong, Diddy, Chunky, Tiny y Lanky). El énfasis de Jungle Beat en el ataque a la puntuación reta a los jugadores a completar los niveles con el mayor número de puntos posible. DK: King of Swing y DK: Jungle Climber presentan escenarios y elementos de los juegos de Country, pero requieren que los jugadores utilicen los botones de los hombros para agarrar y trepar por los tableros de clavijas para llegar al final de un nivel.
Diddy Kong Racing y Donkey Kong Barrel Blast son juegos de carreras de karts que se juegan de forma similar a la serie Mario Kart, aunque Diddy Kong Racing incluye un modo aventura con combates contra jefes y Barrel Blast hace que el jugador agite el mando de Wii y el Nunchuk alternativamente para acelerar. La trilogía Donkey Konga fue desarrollada por los creadores de Taiko no Tatsujin y presenta la misma jugabilidad: son juegos rítmicos en los que el jugador debe pulsar notas desplazables al compás de la música con una sincronización precisa, con notas estilizadas que corresponden a distintos botones. Los jugadores construyen combos golpeando dos o más notas; el combo termina cuando pierden un tiempo.

## Música
La música de Donkey Kong y Donkey Kong Jr. fue compuesta por Yukio Kaneoka, uno de los primeros ingenieros de sonido de Nintendo. Kaneoka quería llevar a los jugadores a la aventura con una «bonita melodía», que comparaba con las de las películas de Disney. Se enfrentó a la resistencia de los diseñadores, que querían una música cómica que reflejara el tono de los juegos. También colaboró Hirokazu Tanaka, ingeniero de sonido que más tarde obtuvo reconocimiento por su trabajo en las franquicias Metroid y Pokémon de Nintendo, mientras que Miyamoto compuso la música de apertura y cierre de Donkey Kong.

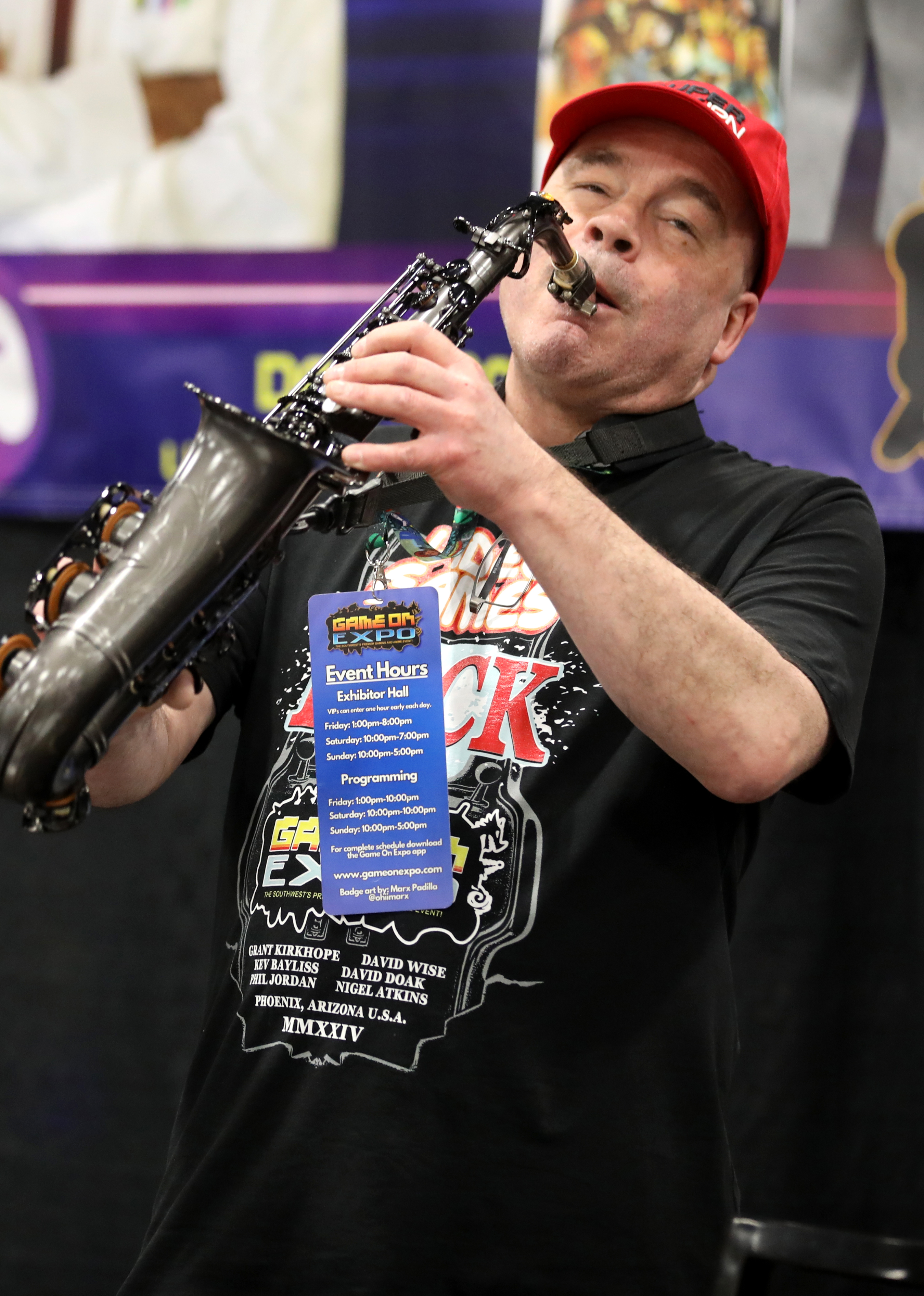
David Wise, principal compositor de la serie Donkey Kong Country

La serie Donkey Kong Country cuenta con una música atmosférica que mezcla sonidos ambientales naturales con acompañamientos melódicos y percusivos. Fue compuesta principalmente por David Wise, que trabajó en Rare de 1985 a 2009. Wise se inspiró en la música de Koji Kondo para Super Mario y Legend of Zelda, en la banda sonora de Tim y Geoff Follin para Plok! (1993) de Tim y Geoff Follin, así como en la música rock con sintetizadores de los años ochenta, la música de baile y las bandas sonoras de películas. Su objetivo era imitar el sonido del sintetizador Korg Wavestation. Después de que Wise se trasladara con una parte del equipo de Diddy's Kong Quest para trabajar en Project Dream, Eveline Fischer —que compuso una parte del primer Country— se encargó de la mayor parte de Dixie Kong's Double Trouble. Fischer intentó dar un sentido a los niveles y se inspiró en compositores de cine como Alan Silvestri y Klaus Doldinger. Wise compuso una banda sonora de sustitución para el port de GBA de 2005 de Dixie Kong's Double Trouble después de que Rare tuviera problemas para convertir la partitura de Fischer.
Graeme Norgate y Grant Kirkhope adaptaron las bandas sonoras de Wise's Country para los dos primeros juegos de Donkey Kong Land, mientras que Fischer adaptó la banda sonora de Dixie Kong's Double Trouble para Donkey Kong Land III. Fischer iba a componer la música de Donkey Kong 64, pero pasó a trabajar en efectos de sonido. Fue sustituida por Kirkhope, que compuso junto a los juegos Banjo-Kazooie y Perfect Dark (2000). Nintendo Life describió la partitura de Kirkhope para Donkey Kong 64 como más cercana en espíritu a su trabajo en Banjo-Kazooie que a la música Country de Wise. La introducción de Donkey Kong 64 incluye el «DK Rap», una canción cómica de rap que presenta a los personajes de Kong. Fue escrita por el director de Donkey Kong 64, George Andreas, compuesta y grabada por Kirkhope, e interpretada por Andreas y Chris Sutherland, a los que se unieron otros miembros de Rare en los coros.
Wise no estuvo disponible durante el desarrollo de Donkey Kong Country Returns, por lo que Kenji Yamamoto se hizo cargo del proyecto. A petición de Miyamoto e Iwata, la banda sonora de Returns se compone principalmente de arreglos de temas del Donkey Kong Country original, además de material nuevo de Yamamoto. Se centró en lo que Tanabe consideraba que hacía icónica la música de Donkey Kong Country, como los arreglos de piano y la línea de bajo. Wise abandonó Rare durante el desarrollo de Returns y colaboró con Yamamoto en la banda sonora de Tropical Freeze. Los avances tecnológicos permitieron a Wise lograr un sonido de «big band jazz de los años 40» que no había podido producir en la SNES. Más allá de la serie Country, Wise compuso la banda sonora de Diddy Kong Racing. Otros compositores que han contribuido a los juegos de Donkey Kong son Mahito Yokota, que compuso para Jungle Beat, y Lawrence Schwedler, que compuso para Mario vs. Donkey Kong.

## En otros medios

### Cruces
Donkey Kong está representado en todos los juegos de la serie de lucha cruzada Super Smash Bros. de Nintendo. Donkey Kong debutó en el Super Smash Bros. original (1999) como único luchador de peso pesado, con ataques lentos pero poderosos. Diddy Kong se añadió como luchador jugable en Super Smash Bros. Brawl (2008), mientras que King K. Rool se añadió en Super Smash Bros. Ultimate (2018). Los juegos Smash también cuentan con escenarios y música de Donkey Kong.
Donkey Kong aparece como personaje jugable en Mario & Sonic, un cruce entre Mario y Sonic the Hedgehog, la franquicia de Sega, ambientado en los Juegos Olímpicos; en la versión para Wii de Punch-Out!! (2009) como jefe final; y en Mario + Rabbids Kingdom Battle (2017), un cruce entre Mario y la franquicia Raving Rabbids de Ubisoft, como protagonista de un pack de expansión. El juego de juguetes Skylanders: SuperChargers (2015) incluye a Donkey Kong como personaje jugable en las versiones lanzadas en plataformas Nintendo.

### Series de animación
Un dibujo animado de Donkey Kong producido por Ruby-Spears se emitió como parte del bloque de programación de una hora Saturday Supercade de los sábados de la CBS en 1983. El dibujo animado sigue a Mario y Pauline en su intento de capturar a Donkey Kong después de que se escape de un circo. Game Informer describió la serie como «pésima... llena de juegos de palabras malos y situaciones ridículas». Soupy Sales puso voz a Donkey Kong, mientras que Peter Cullen y Frank Welker —que más tarde ganaron reconocimiento por poner voz a Optimus Prime y Megatron en la franquicia Transformers— pusieron voz a Mario y Donkey Kong Jr. Donkey Kong también es un personaje recurrente en Captain N: The Game Master, una serie de DIC Entertainment que se emitió en la NBC durante 34 episodios entre 1989 y 1991.
El país de Donkey Kong, una serie de televisión producida por la empresa franco-canadiense Medialab Technology, se emitió durante 40 episodios entre 1997 y 2000, y sirvió de puente entre Dixie Kong's Double Trouble y Donkey Kong 64. Como reflejo de los gráficos 3D prerrenderizados de los juegos, se produjo mediante animación por ordenador, realizada con tecnología de captura de movimiento. La serie adopta un enfoque de comedia de situación y sigue a Donkey Kong en su intento de proteger un artefacto mágico, el Coco de Cristal, de King K. Rool. Simon Racioppa, uno de los guionistas, señaló que, entre otras restricciones, los personajes no podían coger objetos y que no se permitía introducir nuevos lugares y personajes. El país de Donkey Kong se produjo sin apenas participación de Nintendo, y fue la última serie occidental de la que Nintendo obtuvo licencia antes de dedicarse a la producción y distribución de anime. La serie fue popular en Francia y Japón, aunque menos en los Estados Unidos. Retrospectivamente, Hardcore Gaming 101 criticó la serie por carecer de la aventura de los juegos Country, mientras que GameSpot calificó su envejecida animación de «combustible de pesadilla» y «visualmente perturbadora».

### Medios impresos
El primer número de Blip, un cómic estadounidense de corta vida publicado por Marvel Comics en 1983, presenta una historia en la que un tonto reportero intenta entrevistar a Mario durante los acontecimientos del Donkey Kong original. La historia caracteriza a Donkey Kong como el resultado de un experimento fallido para criar gorilas obreros de la construcción. Blip supuso la primera aparición de Mario en un cómic, años antes de la serie Nintendo Comics System de Valiant Comics en la década de 1990. La editorial británica de cómics Fleetway Publications publicó un cómic promocional de Donkey Kong Country en el Reino Unido en 1995, mientras que Michael Teitelbaum escribió adaptaciones de libros infantiles de Donkey Kong Country, Donkey Kong Land y Donkey Kong Country 2.

### Películas

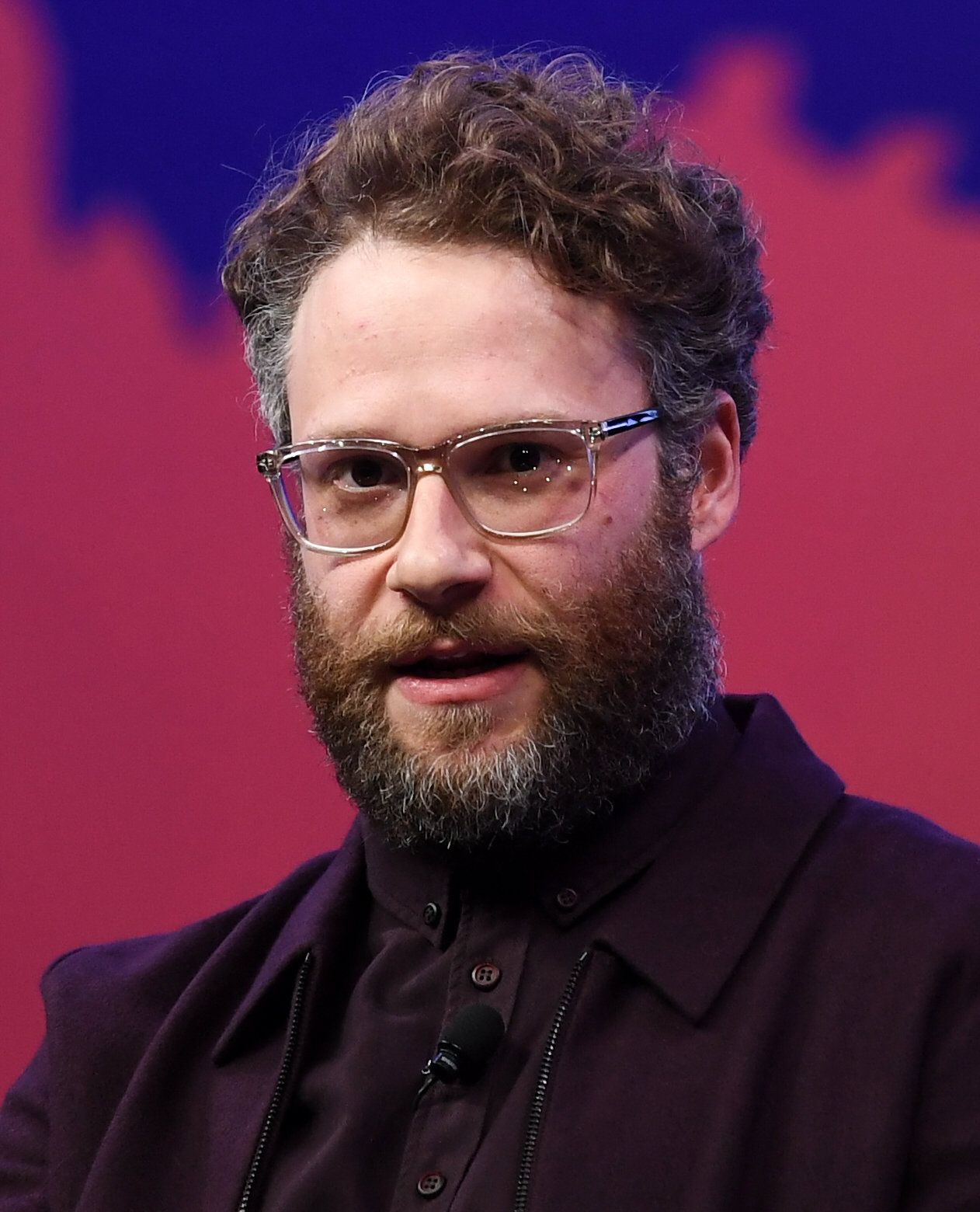
Seth Rogen pone voz a Donkey Kong en Super Mario Bros.: la película (2023).

Elementos de la franquicia Donkey Kong ocupan un lugar destacado en Super Mario Bros.: la película (2023), una película de animación producida por Nintendo, Illumination y Universal Pictures. Mario (Chris Pratt) y la princesa Peach (Anya Taylor-Joy) buscan la ayuda de los Kongs para impedir que Bowser (Jack Black) invada el Reino Champiñón. Seth Rogen y Fred Armisen ponen voz a Donkey Kong y Cranky Kong, mientras que otros Kongs hacen cameos y suena el «DK Rap» durante la presentación de Donkey Kong. Donkey Kong fue rediseñado por primera vez desde Donkey Kong Country, combinando elementos del diseño de Rare y su diseño original de la era arcade. Super Mario Bros.: la película recibió críticas dispares, y Rogen recibió críticas por doblar a Donkey Kong con su voz habitual. La película recaudó más de 1 300 millones de dólares, lo que la convierte en la película más taquillera basada en un videojuego. En noviembre de 2021, antes del estreno de Super Mario Bros.: la película, surgieron informes de que Illumination estaba desarrollando una película de Donkey Kong en la que Rogen repetiría su papel.
Una película independiente sin título de Donkey Kong fue confirmada indirectamente a través de un registro de derechos de autor que se descubrió el 13 de julio de 2025.

### Parques temáticos
En septiembre de 2021, Nintendo y Universal Destinations & Experiences anunciaron una expansión temática de Donkey Kong del área temática Super Nintendo World en Universal Studios Japan y Universal Epic Universe. La zona, Donkey Kong Country, se inauguró en Universal Studios Japan en 2024 y amplió el tamaño de Super Nintendo World en un 70 %. Se diseñó con el asesoramiento de Miyamoto e incluye una montaña rusa, Mine-Cart Madness, basada en el combate contra el jefe Tiki Tong de Donkey Kong Country Returns. La zona también cuenta con un juego de colección de letras K-O-N-G y ofrece comida y productos de Donkey Kong. Una versión similar de la sección se inauguró junto a Universal Epic Universe en 2025.

### Mercancía
La mercancía de Donkey Kong incluye ropa, juguetes como peluches y figuras Amiibo, cartas coleccionables, cereales para el desayuno, y álbumes de bandas sonoras. The Lego Group comenzó a producir juguetes de construcción Lego de Donkey Kong en 2023 como una subserie dentro de su línea de productos Lego Super Mario. Los cuatro juegos iniciales, basados en los juegos de Donkey Kong Country, salieron a la venta en agosto de 2023.

## Legado

### Ventas
Donkey Kong es una de las franquicias más vendidas de Nintendo, con unas ventas que alcanzarán los 65 millones de unidades en marzo de 2021. Cinco juegos de Donkey Kong —Donkey Kong Country, Donkey Kong Land, Donkey Kong Country 3: Dixie Kong's Double Trouble, Donkey Kong 64 y Donkey Kong Country Returns— han vendido más de un millón de copias sólo en Japón, y varios se han añadido a las líneas de superventas Player's Choice y Nintendo Selects de Nintendo. Si excluimos las reediciones y los juegos arcade, en 2022 la versión SNES de Donkey Kong Country es el juego más vendido de la franquicia, con 9,3 millones de copias vendidas en todo el mundo, mientras que DK: King of Swing es el peor vendido, con 280.000 copias vendidas en todo el mundo.
| Año   | Juego                                               | Plataformas                                                           | Ventas         |
| ----- | --------------------------------------------------- | --------------------------------------------------------------------- | -------------- |
| 1981  | Donkey Kong                                         | Arcade, ColecoVision, Game & Watch, Nintendo Entertainment System     | 15,73 millones |
| 1982  | Donkey Kong Jr.                                     | Arcade, Nintendo Entertainment System                                 | 1.14 millones  |
| 1983  | Donkey Kong 3                                       | Arcade                                                                | 5,000          |
| 1988  | Donkey Kong Classics                                | Nintendo Entertainment System                                         | 1.56 millones  |
| 1994  | Donkey Kong Country                                 | Super Nintendo Entertainment System, Game Boy Color, Game Boy Advance | 13.31 millones |
| 1995  | Donkey Kong Land                                    | Game Boy                                                              | 3.91 millones  |
| 1995  | Donkey Kong Country 2: Diddy's Kong Quest           | Super Nintendo Entertainment System, Game Boy Advance                 | 5.15 millones  |
| 1996  | Donkey Kong Land 2                                  | Game Boy                                                              | 2.35 millones  |
| 1996  | Donkey Kong Country 3: Dixie Kong's Double Trouble! | Super Nintendo Entertainment System, Game Boy Advance                 | 3.51 millones  |
| 1997  | Donkey Kong Land III                                | Game Boy, Game Boy Color                                              | 1.03 millones  |
| 1997  | Diddy Kong Racing                                   | Nintendo 64, Nintendo DS                                              | 6.47 millones  |
| 1999  | Donkey Kong 64                                      | Nintendo 64                                                           | 5.27 millones  |
| 2003  | Donkey Konga                                        | GameCube                                                              | 1.18 millones  |
| 2004  | Mario vs. Donkey Kong                               | Game Boy Advance, Nintendo Switch                                     | 2.49 millones  |
| 2005  | DK: King of Swing                                   | Game Boy Advance                                                      | 280,000        |
| 2006  | Mario vs. Donkey Kong 2: La marcha de los minis     | Nintendo DS                                                           | 1.52 millones  |
| 2010  | Donkey Kong Country Returns                         | Wii, Nintendo 3DS, Nintendo Switch                                    | 10.71 millones |
| 2010  | Mario vs. Donkey Kong: Mini-Land Mayhem!            | Nintendo DS                                                           | 2.98 millones  |
| 2014  | Donkey Kong Country: Tropical Freeze                | Wii U, Nintendo Switch                                                | 6.64 millones  |
| total | total                                               | total                                                                 | 85.23 millones |

### Efecto en la industria
El Donkey Kong original está considerado uno de los videojuegos más importantes de todos los tiempos. Su éxito consolidó a Nintendo como uno de los líderes de la industria del videojuego. Computer and Video Games calificó a Donkey Kong como «el juego más trascendental» de 1981, ya que «introdujo tres nombres importantes» en la industria: Nintendo, Shigeru Miyamoto y Mario. Donkey Kong también allanó el camino para la NES, que rejuveneció la decaída industria occidental del videojuego y desplazó el dominio del mercado de las consolas domésticas de Estados Unidos a Japón. La NES se basó en gran medida en el hardware arcade de Donkey Kong; Nintendo llevó una máquina recreativa al fabricante de chips semiconductores Ricoh para que la analizara, lo que llevó a Ricoh a producir la Unidad de Procesamiento de Imágenes de la NES.
Donkey Kong inspiró muchos juegos, incluidos clones como Crazy Kong (1981) y Hard Hat Mack (1983), que incluía una mezcla de carrera, salto y desplazamiento vertical. Al principio se denominaban juegos «tipo Donkey Kong» o «estilo Kong», pero con el tiempo pasaron a conocerse como juegos de plataformas. Aunque Donkey Kong no fue el primer juego de plataformas, VG247 escribió que «fue el primero en importar» al establecer la plantilla del género. Además, los animados gráficos de Donkey Kong, su humor y la contextualización de la jugabilidad con una historia lo distinguían de los juegos arcade contemporáneos. Donkey Kong está considerado el primer juego que utilizó gráficos para contar una historia, que, según GamesRadar+, ofrece un nivel de profundidad narrativa sin precedentes.
Los gráficos prerrenderizados de Donkey Kong Country presentaban un nivel de detalle sin precedentes en los juegos de consola de la época, e inspiró a muchos imitadores. Inspiró juegos como Vectorman (1995), de BlueSky Software, Crash Bandicoot (1996) de Naughty Dog, Kirby Super Star (1996) de HAL Laboratory, y Traveller's Tales y Sonic 3D Blast (1996) del Sonic Team. La influencia de Country se ha trasladado a juegos más modernos como Mekazoo (2016) y Kaze and the Wild Masks (2021); Yooka-Laylee and the Impossible Lair (2019) —desarrollado por Playtonic Games, cuyo personal incluye exalumnos de Rare que trabajaron en Country— destacó por sus similitudes de jugabilidad con Country.
Los juegos de Country consolidaron a Rare como empresa líder en el desarrollo de videojuegos y marcaron la pauta de su trabajo. Originó convenciones características de la producción posterior de Rare, incluido un énfasis en los artículos de coleccionismo, humor irreverente, atractivo visual y un diseño similar al de las demostraciones tecnológicas. Por el contrario, se ha culpado a Donkey Kong 64 de precipitar el declive de la popularidad de las plataformas 3D por su excesivo énfasis en la recolección de objetos. Electronic Gaming Monthly escribió que, mientras que Super Mario 64 había «insuflado vida al género de las plataformas en 3D», Donkey Kong 64 lo había «absorbido todo». Jonas Kaerlev, que desarrolló el juego de plataformas 3D A Hat in Time (2017), dijo que Donkey Kong 64 dio al género una reputación de tedio que contribuyó a una disminución del interés.

### Impacto cultural
Donkey Kong es uno de los personajes más emblemáticos de los videojuegos, y se le ha descrito como una mascota tanto para Nintendo como para la industria del videojuego. En 2007, la serie de carreras Monster Jam obtuvo la licencia para utilizar la apariencia de Donkey Kong en un monster truck. El camión debutó en un espectáculo celebrado en diciembre de 2007 en Minneapolis y estuvo de gira con Monster Jam durante todo 2008. Donkey Kong aparece como antagonista en la película Pixels (2015), que rinde homenaje a los clásicos juegos arcade, mientras que en la película War for the Planet of the Apes (2017) aparecen simios traicioneros apodados «donkeys», que el director Matt Reeves confirmó que era una referencia a Donkey Kong.
El Donkey Kong original es un popular videojuego de competición. The Daily Telegraph lo calificó como «el videojuego más disputado de todos los tiempos», mientras que Polygon escribió que lograr la puntuación más alta «es probablemente el récord mundial de juegos arcade más codiciado». The King of Kong (2007), documental dirigido por Seth Gordon, puso de relieve la cultura competitiva de Donkey Kong. Sigue a dos jugadores, Steve Wiebe y Billy Mitchell, en sus respectivos intentos por obtener y mantener el récord mundial. The Telegraph describió la competencia de Donkey Kong como encarnizada y afirmó que las acaloradas rivalidades entre los jugadores contribuyen al duradero atractivo del juego. Los juegos de Donkey Kong Country también son populares en la comunidad de speedrunning de videojuegos.
IGN afirma que la banda sonora de Donkey Kong Country contribuyó a aumentar el aprecio por la música de videojuegos como forma de arte, y The New York Times calificaron las bandas sonoras de Country y Diddy's Kong Quest como los equivalentes en videojuego a Revolver (1966) y Sgt. Pepper's Lonely Hearts Club Band (1967) de los Beatles. Músicos como Trent Reznor y Donald Glover han elogiado el tema «Aquatic Ambience» de Donkey Kong Country. Glover la sampleó en su canción de 2012 «Eat Your Vegetables», a la que David Wise expresó su aprobación. OverClocked ReMix ha publicado álbumes de remezclas de Donkey Kong que incluyen contribuciones de Wise, Beanland y Kirkhope. Curse of the Crystal Coconut, un álbum de metal pirata de 2020 de la banda escocesa de heavy metal Alestorm, contiene numerosas referencias a la franquicia Donkey Kong, incluido su título; quienes reservaran el álbum tenían la oportunidad de ganar una Nintendo 64 con la marca de Alestorm y una copia de Donkey Kong 64.
Donkey Kong ha destacado por su activo fandom. Nintendo Life describió un fansite, DK Vine, como «muy respetado». La falta de una historia detallada de la franquicia ha llevado a los fanáticos a teorizar sobre su cronología ficticia. Kotaku describió una teoría, que postula que Donkey Kong Jr. fue asesinado en un violento conflicto fuera de la pantalla para explicar su ausencia en la serie Country, como «un fascinante ejemplo de cómo los fandoms pueden huir con los fragmentos más pequeños de la narrativa disponible» para racionalizar las inconsistencias. Un equipo de fans liderado por el animador Alex Henderson estrenó en 2021 DKC: Curse of the Crystal Coconut, un corto animado homenaje, para conmemorar el 40 aniversario de la franquicia y el 25 aniversario de la serie de televisión Donkey Kong Country. Varios actores de doblaje de la serie de televisión Country volvieron a interpretar sus papeles en DKC: Return to Krocodile Isle, una continuación de la serie de animación estrenada en 2023.
En los años que siguieron al lanzamiento del Donkey Kong original, el eslogan «It's on like Donkey Kong» entró en el lenguaje vernáculo de la cultura pop. La frase se ha utilizado en series de televisión, películas, música y titulares de noticias; se suele utilizar para decir que algo «está cayendo». La popularizó el rapero Ice Cube, que utilizó la frase en su canción «Now I Gotta Wet'cha» (1992), aunque no está claro si fue él quien la acuñó. Nintendo presentó una solicitud de marca para la frase en la Oficina de Patentes y Marcas de Estados Unidos en noviembre de 2010 como parte de su campaña de mercadotecnia para Donkey Kong Country Returns.

## Obras citadas
- 2021CESAゲーム白書 (2021 CESA Games White Papers) (en inglés). Tokio: Computer Entertainment Supplier's Association. 2021. ISBN 978-4-902346-43-5.
- «The 10 Most Overrated Games». Electronic Gaming Monthly (en inglés) (Lombard: Ziff Davis) (190): 50. Mayo de 2005. ISSN 1058-918X.
- Altice, Nathan (2015). I Am Error: The Nintendo Family Computer / Entertainment System Platform (en inglés). Cambridge: MIT Press. ISBN 9780262028776.
- Atko; Andy (Diciembre de 1994). «Donkey Kong Country». Total! (en inglés) (Bath: Future Publishing) (36): 36-39. ISSN 0964-9352.
- «Big Buzz for an X-Mas Boom». Electronic Gaming Monthly (en inglés) (Lombard: Ziff Davis) (101): 26. Diciembre de 1997. ISSN 1058-918X.
- «Donkey Kong 64». Electronic Gaming Monthly (en inglés) (Lombard: Ziff Davis) (127): 178. Febrero de 2000. ISSN 1058-918X.
- Epstein, David (27 de junio de 2019). «Chapter 9: Lateral Thinking with Withered Technology». Range: Why Generalists Triumph in a Specialized World (en inglés). Londres: Pan Macmillan. ISBN 978-1-5098-4351-0.
- The Feature Creature (Enero de 1996). «Up in the Treehouse». GamePro (en inglés) (Oakland: IDG Communications) (88): 40-42. ISSN 1042-8658.
- Hayhoe, Benjamin (7 de julio de 2022). «The Making of: Donkey Kong Land». Retro Gamer (en inglés) (Bournemouth: Future plc) (235): 64-67. ISSN 1742-3155. Archivado desde el original el 14 de abril de 2023. (requiere suscripción).
- Horowitz, Ken (30 de julio de 2020). Beyond Donkey Kong: A History of Nintendo Arcade Games (en inglés). Jefferson: McFarland & Company. ISBN 978-1476684208.
- Glancey, Paul (1996). The Complete History of Computer and Video Games (en inglés). Londres: EMAP. ISSN 0261-3697.
- «Gorilla Keeps on Climbing! Kong». Computer and Video Games (en inglés) (Peterborough: St Ives) (26): 40-41. Diciembre de 1983. ISSN 0261-3697.
- Hunt, Stuart (Octubre de 2007). «The History of Donkey Kong». Retro Gamer (en inglés) (43) (Bournemouth: Imagine Publishing). p. 29. ISSN 1742-3155.
- Kent, Steven L. (2001). The Ultimate History of Video Games (en inglés). Nueva York: Three Rivers Press. ISBN 0-7615-3643-4.
- McDonnell, Chet (Enero de 1995). «Aping Mario?». Next Generation (en inglés) (Brisbane: Imagine Media) (1): 102. ISSN 1078-9693.
- Milne, Rory (14 de mayo de 2018). «The making of: Donkey Kong Country 2». Retro Gamer (en inglés) (Bournemouth: Future plc) (181): 64-67. ISSN 1742-3155. Archivado desde el original el 28 de febrero de 2023.
- Milne, Rory (1 de septiembre de 2022). «The evolution of Donkey Kong Country». Retro Gamer (en inglés) (Bournemouth: Future plc) (237): 18-27. ISSN 1742-3155. Archivado desde el original el 28 de febrero de 2023. (requiere suscripción).
- Scary Larry (Diciembre de 1994). «Nintendo went ape». GamePro (en inglés) (Needham: International Data Group) 6 (12): 51-53. ISSN 1042-8658.
- Semrad, Ed; Carpenter, Danyon; Manuel, Al; Sushi-X (Noviembre de 1994). «Review crew: Game of the month». Electronic Gaming Monthly (en inglés) (Lombard: Sendai Publications) 7 (11): 34. ISSN 1058-918X.
- Sheff, David (1994). Game Over: How Nintendo Conquered the World (en inglés) (1st Vintage books edición). Nueva York: Vintage Books. ISBN 9780307800749. OCLC 780180879.
- Storm, E. (Noviembre de 1994). «Donkey Kong Country». GameFan (en inglés) (Agoura Hills: DieHard Gamers Club) 2 (11): 76-81. ISSN 1092-7212.
- Undercover Lover (Diciembre de 1994). «Gorilla game design». GamePro (en inglés) (Needham: International Data Group) 6 (12): 55-55. ISSN 1042-8658.
- Ziesak, Jörg (2009). Wii Innovate – How Nintendo Created a New Market Through Strategic Innovation (en inglés). Munich: GRIN Verlag. p. 2029. ISBN 978-3-640-49774-4.
- Zuniga, Todd (Diciembre de 1999). «Show Me the Monkey! Donkey Kong 64». Electronic Gaming Monthly (en inglés) (Lombard: Ziff Davis) (125): 219-224. ISSN 1058-918X.